# Žuej-ťin

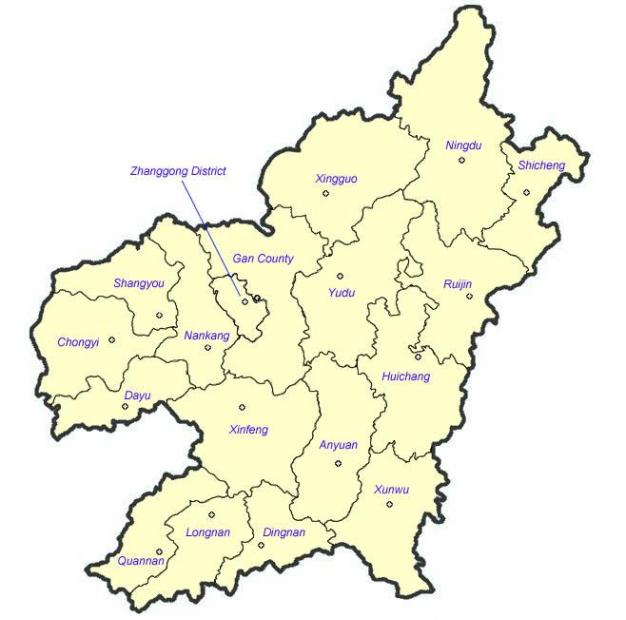
Správní členění Kan-čou

Městský okres Žuej-ťin (čínsky v českém přepisu Žuej-ťin Š’, pchin-jinem Ruìjīn Shì, znaky 瑞金市) je městský okres v městské prefektuře Kan-čou v provincii Ťiang-si v Čínské lidové republice. Má rozlohu 2448 čtverečních kilometrů a žije v něm přes půl milionu obyvatel.
Během začátku Čínské občanské války zde bylo hlavní středisko čínských komunistů. Poté, kdy je Kuomintang vytlačil v dvacátých letech z Ťing-kang-šanu, se usadili v Žuej-ťinu, který byl položený relativně odlehle v horách na hranici mezi Ťiang-si a Fu-ťienem. V roce 1931 zde byla pod vedením Maa Ce-tunga vyhlášena Čínská sovětská republika. V roce 1934 ale dorazily Čankajškovy armády i sem a tak se komunisté odsud vydali na Dlouhý pochod.
Dnes je zda významný památník upomínající na dobu, kdy byl Žuej-ťin fakticky hlavním městem komunistické Číny.